# Porcellio despaxi
Porcellio despaxi is een pissebed uit de familie Porcellionidae. De wetenschappelijke naam van de soort is voor het eerst geldig gepubliceerd in 1958 door Albert Vandel.